# Kotjärnen (Arjeplogs socken, Lappland)
Kotjärnen är en sjö i Arjeplogs kommun i Lappland och ingår i Skellefteälvens huvudavrinningsområde.